# جبل الراعي
جبل الراعي هو قمة في جبال الحجر، شمال شرق دولة الإمارات العربية المتحدة، في إمارة رأس الخيمة. ويبلغ ارتفاعه 1,691 متراً (5,548 قدماً)، ويقع بالكامل داخل دولة الإمارات العربية المتحدة، عند الإحداثيات 25.94419° شمالاً، 56.15219° شرقاً.

## سكان
المنطقة الجغرافية لجبل الراعي كانت مأهولة تاريخيًا بقبيلة بني شطير، أحد القسمين الرئيسيين لقبيلة الشحوح شبه البدوية، التي احتلت، من بين مناطق أخرى، منطقة قبيلة الشحوح بني بخيت.

## المعالم الجغرافية

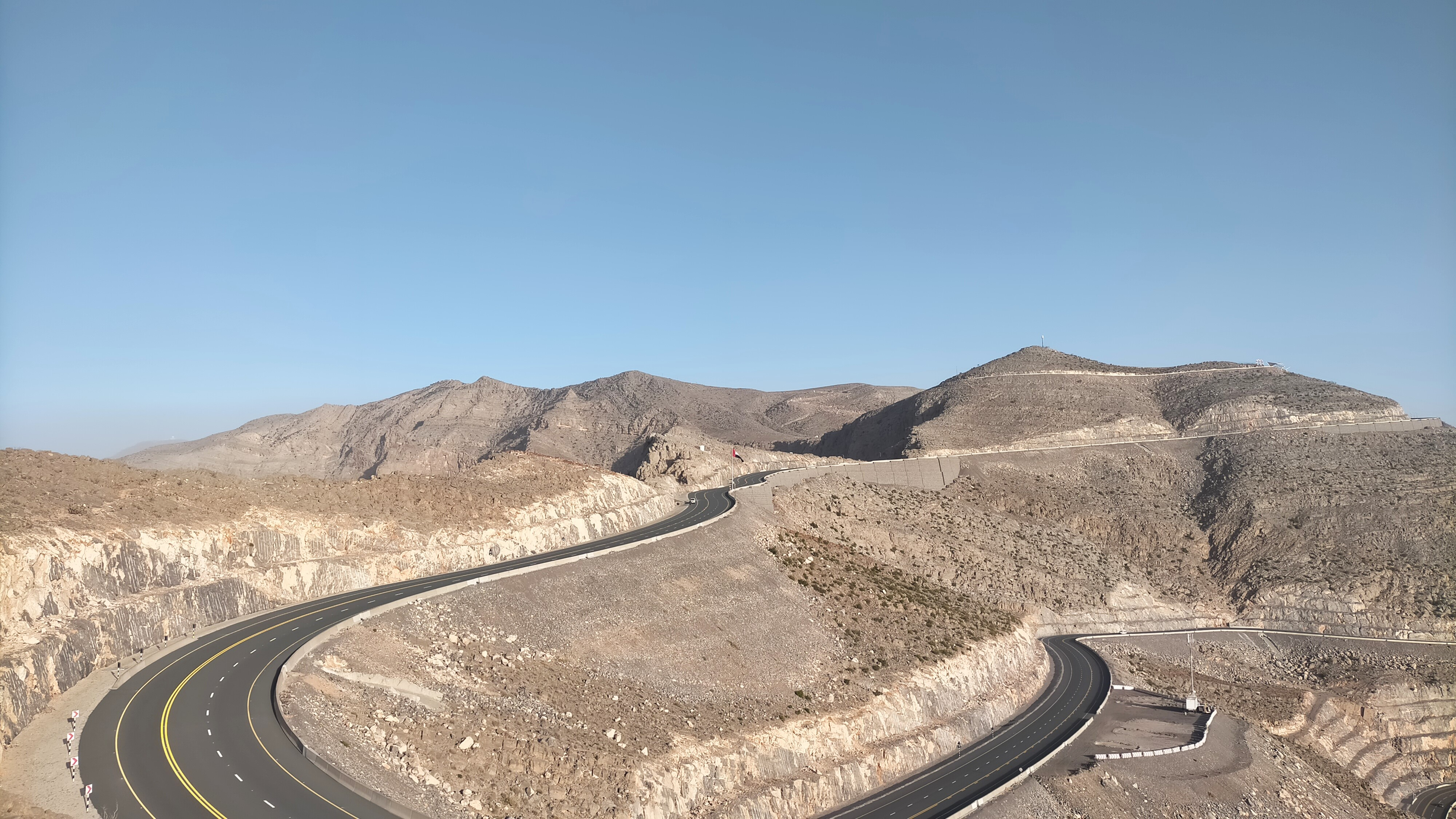
جبل الراعى كما يبدو من الشمال الغربي

جبل الراعي هو أعلى جبل في دولة الإمارات العربية المتحدة، ويقع بالكامل على أراضيها، على بعد 3.37 كم جنوب غرب جبل جيس / جبل جيس|جبل بل عيص (1,911 م)، وتقع قمته في مسندم محافظة، في سلطنة عمان.
قد يبدو ارتفاع جبل الرفرة متواضعا بالمقارنة مع المواقع الجبلية في أجزاء أخرى من العالم، ولكن بالنظر إلى أن معظم أنحاء البلاد به تضاريس مسطحة في الغالب، فإن جبل الرفرة يمثل استثناءً ملحوظًا.
وبهذا المعنى فإنه أعلى الجبال في الإمارات، والتي تقع بالكامل داخل أراضيها، أو التي تقع قمتها على الحدود مع عمان تماماً، هي:
جبل الراعي (1,691 م) إمارة رأس الخيمة - الإحداثيات 25.94419° شمالاً، 56.15219° شرقاً
جبل سال (1,575 م) إمارة رأس الخيمة (على الحدود بين الإمارات العربية المتحدة وعمان) - الإحداثيات 25.93251° شمالاً، 56.16921° شرقاً
جبل حرف تلة - ط (1,568 م)  إمارة رأس الخيمة (على الحدود بين الإمارات وعمان) - الإحداثيات 25°41'21.4"N 56°09'30.6"E
جبل حرف تلا - II (1,555 م)  إمارة رأس الخيمة - الإحداثيات 25°41'11.8"N 56°09'20.9"E
جبل رحبة (1,543 م)  إمارة رأس الخيمة - الإحداثيات 25.92610° شمالاً، 56.11689° شرقاً
جَبَل ٱلْمبْرَح (1,505 م) إمارة الفجيرة - الإحداثيات 25.64860° شمالاً، 56.12860° شرقاً
جبل يبير (1,489 م) إمارة رأس الخيمة - الإحداثيات 25.667600، 56.135750
جبل يبانة (1,480 م)  إمارة رأس الخيمة (على الحدود بين الإمارات العربية المتحدة وعمان) - الإحداثيات 25.87500° شمالاً، 56.16000° شرقاً
جبل شنتال (1,435 م)  إمارة رأس الخيمة - الإحداثيات 25.94184° شمالاً، 56.13511° شرقاً
جبل قضاعة (1,375 م)  إمارة رأس الخيمة - الإحداثيات 25.77781° شمالاً، 56.14190° شرقاً

## الأسماء الجغرافية
الأسماء البديلة: جبل الراحه، جبل الرراح، جبل الرحراح، جبل رحبة.
سجل اسم جبل الرفرة في الوثائق والخرائط التي أنتجها بين عامي 1950 و1960 المستعرب ورسام الخرائط وضابط الجيش والدبلوماسي البريطاني جوليان ف. ووكر، أثناء العمل المنجز لترسيم الحدود بين ما كان آنذاك. تسمى إمارات الساحل المتصالح، والتي أكملتها وزارة الدفاع (المملكة المتحدة) لاحقًا، على خريطة بمقياس رسم 1:100000 نُشرت في عام 1971.
ويظهر أيضًا، بالتهجئة "جبل الراعي"، في الأطلس الوطني لدولة الإمارات العربية المتحدة.

## مناخ
المناخ جاف. متوسط درجة الحرارة 28 درجة مئوية (82 درجة فهرنهايت). الشهر الأكثر سخونة هو يونيو، عند 36 درجة مئوية (97 درجة فهرنهايت)، وأبرد شهر، يناير، عند 16 درجة مئوية (61 درجة فهرنهايت). يبلغ متوسط هطول الأمطار 184 ملم (7.2 بوصة) سنويًا. الشهر الأكثر أمطارًا هو نوفمبر، حيث يبلغ معدل هطول الأمطار 37 ملم (1.5 بوصة)، والأكثر جفافًا هو أغسطس، بمعدل 2 ملم (0.079 بوصة).
| مخطط المناخ جبل الراعي | مخطط المناخ جبل الراعي | مخطط المناخ جبل الراعي | مخطط المناخ جبل الراعي | مخطط المناخ جبل الراعي | مخطط المناخ جبل الراعي | مخطط المناخ جبل الراعي | مخطط المناخ جبل الراعي | مخطط المناخ جبل الراعي | مخطط المناخ جبل الراعي | مخطط المناخ جبل الراعي | مخطط المناخ جبل الراعي |
| --- | ---------------------- | ---------------------- | ---------------------- | ---------------------- | ---------------------- | ---------------------- | ---------------------- | ---------------------- | ---------------------- | ---------------------- | ---------------------- |
| 01 | 02                     | 03                     | 04                     | 05                     | 06                     | 07                     | 08                     | 09                     | 10                     | 11                     | 12                     |
| 22 20 11 | 19 23 13               | 32 29 16               | 28 36 23               | 7 43 28                | 5 42 31                | 6 40 31                | 2 41 30                | 3 40 29                | 9 38 25                | 37 31 19               | 14 23 15               |
| متوسط درجة-الحرارة °س مجاميع الهطل مم |                        |                        |                        |                        |                        |                        |                        |                        |                        |                        |                        |
| بالوحدات الإنكليزية \| 01 \| 02 \| 03 \| 04 \| 05 \| 06 \| 07 \| 08 \| 09 \| 10 \| 11 \| 12 \| \| 0.9 68 52 \| 0.7 73 55 \| 1.3 84 61 \| 1.1 97 73 \| 0.3 109 82 \| 0.2 108 88 \| 0.2 104 88 \| 0.1 106 86 \| 0.1 104 84 \| 0.4 100 77 \| 1.5 88 66 \| 0.6 73 59 \| \| متوسط درجة-الحرارة °ف مجاميع الهطول ″ \| \| \| \| \| \| \| \| \| \| \| \| |                        |                        |                        |                        |                        |                        |                        |                        |                        |                        |                        |
| 01 | 02                     | 03                     | 04                     | 05                     | 06                     | 07                     | 08                     | 09                     | 10                     | 11                     | 12                     |
| 0.9 68 52 | 0.7 73 55              | 1.3 84 61              | 1.1 97 73              | 0.3 109 82             | 0.2 108 88             | 0.2 104 88             | 0.1 106 86             | 0.1 104 84             | 0.4 100 77             | 1.5 88 66              | 0.6 73 59              |
| متوسط درجة-الحرارة °ف مجاميع الهطول ″ |                        |                        |                        |                        |                        |                        |                        |                        |                        |                        |                        |

| 01                                    | 02        | 03        | 04        | 05         | 06         | 07         | 08         | 09         | 10         | 11        | 12        |
| 0.9 68 52                             | 0.7 73 55 | 1.3 84 61 | 1.1 97 73 | 0.3 109 82 | 0.2 108 88 | 0.2 104 88 | 0.1 106 86 | 0.1 104 84 | 0.4 100 77 | 1.5 88 66 | 0.6 73 59 |
| متوسط درجة-الحرارة °ف مجاميع الهطول ″ |           |           |           |            |            |            |            |            |            |           |           |

## الخرائط والببليوغرافيا
- هيرد باي، فراوكي (2005). من الإمارات المتصالحة إلى الإمارات العربية المتحدة: مجتمع يمر بمرحلة انتقالية. لندن: تحفيز. ص 78-87. ردمك 1860631673. أو سي إل سي 64689681.
- لوريمر ، جون (1915). معجم الخليج الفارسي. الحكومة البريطانية، بومباي. ص. 735.
- سعيد.، زحلان، روزماري (2016). أصول دولة الإمارات العربية المتحدة: التاريخ السياسي والاجتماعي للإمارات المتصالحة. تايلور وفرانسيس. ص. 51. ردمك 9781317244653. أو سي إل سي 945874284.